# نیژنیه بابالاروو
نیژنیه بابالاروو (انگلیسی: Nizhneye Babalarovo) یک شهرک در شهرستان کویورگازینسکی جمهوری باشقیرستان در کشور روسیه است.